# 선창가
《선창가》는 1984년 1월 14일에 방영된 TV문학관이다.

## 줄거리
대기업 사장의 조카로 비서직을 맡고 있던 주인공(박재주)은 기업의 비리와 있는 자들의 위선이 싫었다. 그는 어느 낯선 선창가를 찾아 어느 술집에 자리를 정한다. 그곳에서 종업원에게 사정없이 쫓겨난 한 노인(김진해)의 애처로운 눈빛에 마음이 끌린 그는 그 노인을 다른 술집으로 데리고 가서 술잔을 권하고 결국 그 노인의 집에까지 동행하게 되는데...

## 출연
- 박재주
- 김은주
- 김진해
- 전원주
- 박승희
- 박용식
- 봉수연
- 김영순
- 배재훈
- 한경수
- 한정국
- 김명곤
- 민병이
- 김채연
- 김명희